# Gustaf Uddgren
Karl Gustaf Uddgren, född 21 februari 1865 i Göteborg, död 26 juli 1927 i Stockholm, var en svensk journalist, manusförfattare, författare och målare.

## Biografi
Uddgren växte upp med närheten till naturen och miljön i Göteborg och Bohuslän och havet som senare kom att påverka hans diktning och måleri. Efter studier vid Göteborgs latinläroverk 1871–1884 anställdes Uddgren vid svensk-norska konsulatet i Hull 1885 och var medarbetare i Eastern Morning News i Hull och telegrambyrån Central News i London 1886. Det var under sin tid vid telegrambyrån som han kom i kontakt med skalder och diktare, vilket resulterade att han själv började dikta och måla. Han blev medarbetare i Stockholms Dagblad 1887, redaktionssekreterare i Bohusläns Allehanda 1888–1889, medarbetare i Göteborgs Aftonblad 1889–1890, blev redaktör för Nyaste förposten i Göteborg 1891, i tidningar i Amsterdam och Chicago 1892, var tidningskorrespondent i Berlin 1892–1893, medarbetare i Svenska Telegrambyrån 1895–1896, i Göteborgs Aftonblad 1897–1898 och i Svenska Dagbladet 1899–1900. Han var medredaktör i Skandinaviska turisten 1902–1903, redaktör för teatertidningen Ridå 1906–1907 och för Figaro 1913. Han var därefter medarbetare i bland annat Stockholms Dagblad och Aftonbladet samt innehavare av Litteraturbyrån från 1917. Uddgren använde sig bland annat av signaturerna Sancho Panza, Maurice, John Gray, G.U., Guy, Dorian och Gert Bokpräntare.
Han trivdes inte med sitt arbete på tidningsredaktionen utan den 4 juli 1891 startade han en lång roddarresa (finns återgiven i Svenska roddförbundets historik) från Göteborg till London via Engelska kanalen med endast en delvis däckad kanot. När han nådde Calais 31 oktober tvingades han på grund av höststormarna avbryta rodden och fortsätta resan med ångbåt till England. Han gjorde därefter en studieresa till Amerika 1892 där han kom i kontakt med Walt Whitmans diktning. Efter sin Amerikaresa fortsatte han under hösten vidare till Berlin där han efter kort tid ingick i den skandinaviska kretsen kring August Strindberg, Ola Hansson, Edvard Munch och Stanisław Przybyszewski. Tillsammans med Max Dauthendey gav han 1893 i Köpenhamn ut den lilla skriften Verdensaltet. Det nye, Sublime i Kunsten. Skriften var tillägnad diktare och konstnärer men avser främst Edvard Munch. I boken Stockholmsbohême från 1912 skildrar han den unge målaren Arthur Högstedts konstnärskarriär men den är även en autentisk källa till händelser kring Albert Engström, Akke Kumlien, Peter Lindroth och Axel Erdmann samt beskrivningar av Stockholms bohemliv kring sekelskiftet. Uddgrens bildkonst består av landskapsskildringar utförda i olja eller akvarell. Han medverkade i några samlingsutställningar men gjorde inga ansträngningar för att få sina verk spridda utöver den närmaste vänkretsen.

### Familj
Gustaf Uddgren var son till kyrkoherden Carl August Uddgren och Helena Fredrika Tigerschiöld. Han gifte sig 1900 med Anna Hofman-Uddgren och tog på sig fadersrollen för hennes två barn från tidigare relationer, däribland Alice Eklund. De fick därefter ytterligare fyra barn födda mellan 1901 och 1913.

### Varia
- Verdensaltet : det nye Sublime i Kunsten : oversættelse. Kjöbenhavn. 1893. Libris 3144204. http://urn.kb.se/resolve?urn=urn:nbn:se:kb:eod-3144204 - Tillsammans med Max Dauthendey.
- Pappa, om du skulle dö snart, hvad skola vi då lefva af? : [undertitel: Sancho Panza.]. Stockholm. 1906. Libris 3144208
- August Strindberg : början till en biografi. Stockholm: Åhlén & Åkerlund. 1909. Libris 20036365. http://hdl.handle.net/2077/51491
- Aug. Strindberg : några blad ur hans lif och diktning : en hyllning till 60-åringen / af Gert Bokpräntare. Stockholm: H. Sandbergs. 1909. Libris 1613656
- Andra boken om Strindberg. Göteborg: Åhlén & Åkerlund. 1912. Libris 556361
  -  Strindberg the man / translated from the Swedish by Axel Johan Uppvall. Boston. 1920. Libris 3144209
    -  Strindberg the man. New York: Haskell House. 1972]. Libris 780317
- Gustaf Fredrikson : en konstnärsmonografi. Göteborg: Västra Sverige. 1912. Libris 283385

### Redaktörskap
- Midvinterkvällen. Stockholm: Gustafson & Påhlson. 1906. Libris 10082383
- Ridå : Sveriges teatertidning. Stockholm: Ridå. 1906-1907. Libris 2151028
- Figaro : konst, kultur, kritik. Stockholm. 1913. Libris 2572614
- Ny konst : internationell[t], månatligt konsthäfte. Stockholm: Ny konst. 1915. Libris 3617578

## Filmmanus
- 1911 – Stockholmsfrestelser
- 1912 – Fadren
- 1912 – Fröken Julie